# Baden van het Centrum

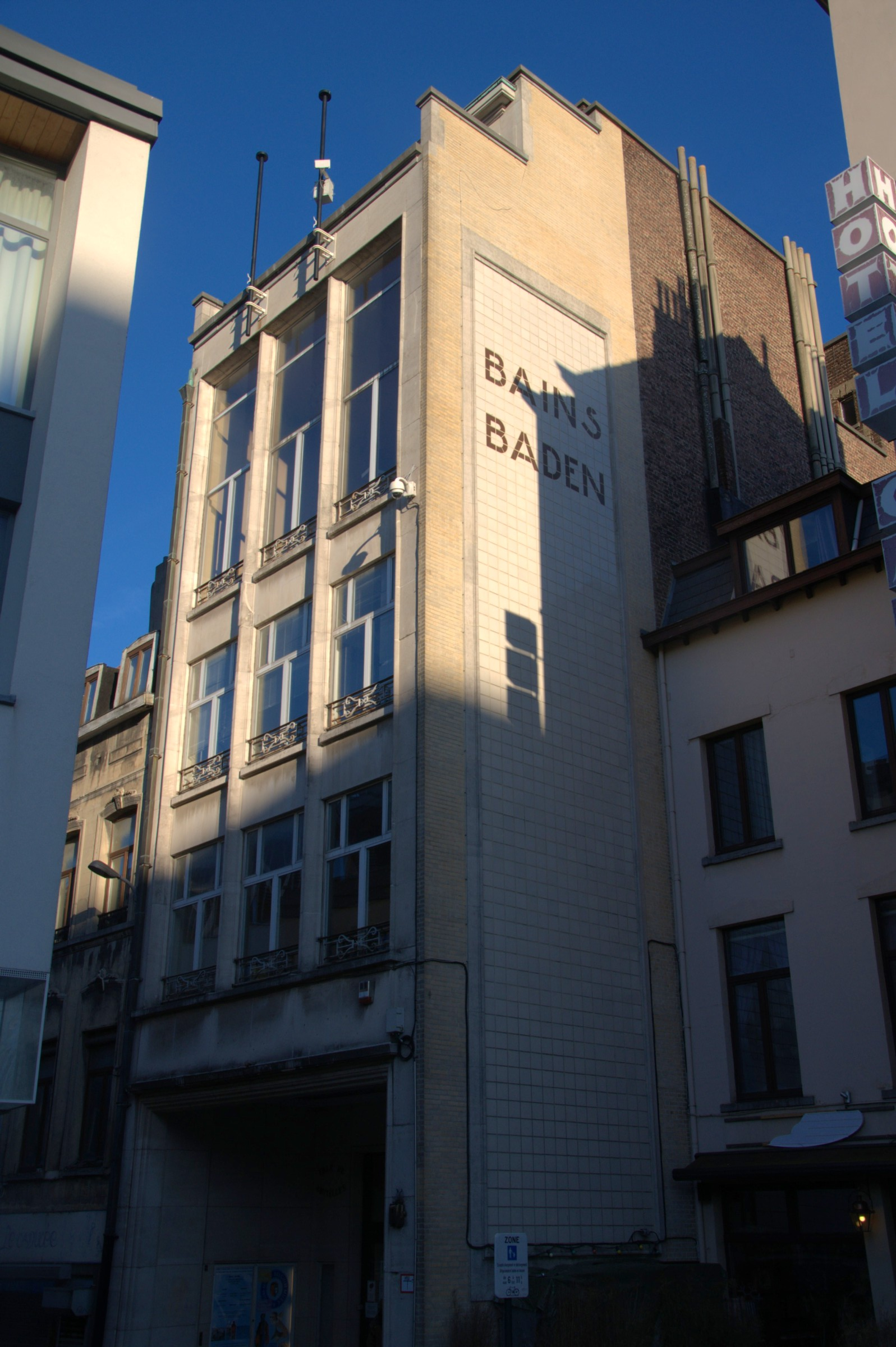
Baden van het Centrum

De Baden van het Centrum of Baden van Brussel (Frans: Bains de Bruxelles) is een van de drie zwembaden van de Stad Brussel. Het gebouw met badhuis werd opgetrokken tussen 1949 en 1953 op basis van plannen van architect Maurice Van Nieuwenhuyse (1891-1964). Het in modernistische stijl gebouwde zwembad is gelegen in de Reebokstraat in de Marollen, vlak bij de noordwestelijke hoek van het Vossenplein. Op 6 mei 2010 werd het bouwwerk beschermd als monument van onroerend erfgoed in het Brussels Hoofdstedelijk Gewest.
Het gebouw heeft vijf niveaus. Naast twee zwembaden en een turnhal, zijn er ook openbare douches voor dak- en thuislozen.

## Renovatie
Een restauratie is gepland voor 2024 in het kader van het Duurzaam wijkcontract De Marollen. Er zal zo’n 1,2 miljoen euro geïnvesteerd worden.